# Hypna mexicana
Hypna mexicana är en fjärilsart som beskrevs av Hall 1917. Hypna mexicana ingår i släktet Hypna och familjen praktfjärilar. Inga underarter finns listade i Catalogue of Life.